# 27. juli
27. juli er dag 208 i året i den gregorianske kalender (dag 209 i skudår). Der er 157 dage tilbage af året.

### Begivenheder
Født - Dødsfald
- 1214 - Ved slaget ved Bouvines overvinder Filip 2. August af Frankrig en kombineret engelsk-tysk-flamsk hær og den Anglo-franske krig 1213–1214 slutter.
- 1361 - Under slaget ved Visby, som en del af De danske genforeningskrige, nedslagter danske tropper under Valdemar Atterdag den gotlandske bondehær.
- 1794 - Maximilien Robespierre arresteres for at have tilskyndet til henrettelsen af mere end 17.000 "fjender af revolutionen" under Terrorregimet, som en del af den Franske revolution.
- 1880 - Den britiske hær lider nederlag i slaget ved Maiwand i Afghanistan.
- 1899 - Dansk Sygeplejeråd stiftes af sygeplejersker ved Kommunehospitalet i København.
- 1917 - Københavns sidste hesteomnibuslinje, linje 12 ad Købmagergade indstilles.
- 1935 - I Harte ved Kolding foretager amerikaneren F. Rawling den første olieboring på dansk grund, men opgiver i 800 meters dybde uden at have fundet spor af olie.
- 1938 - Jenny Kammersgaard svømmer som den første dansker over Østersøen fra Gedser til Warnemünde (ca. 110 km) i tiden 40 timer 17 minutter.
- 1940 - Tegneseriefiguren Snurre Snup introduceres i tegnefilmen A Wild Hare.
- 1941 - Under 2. verdenskrig besætter japanske tropper Fransk Indokina.
- 1953 - I Panmunjom underskrives en våbenstilstandsaftale angående Koreakrigen efter mere end 4 års krig mellem Nord- og Sydkorea.
- 1954 - England og Egypten indgår aftale om, at de britiske tropper efter 72 års kontrol med Suezkanalen skal forlade området i løbet af 20 måneder.
- 1955 - Den allierede besættelse af Østrig afsluttes. Besættelsen havde været opretholdt siden afslutningen af Anden Verdenskrig.
- 1957 - I USA dømmes Jimmy Wilson, en sort landarbejder fra Marion i Alabama til døden for at have stjålet 2 US-dollar fra en hvid kvinde.
- 1964 - Winston Churchill taler for sidste gang i Det britiske Underhus, hvor han har haft sæde siden år 1900.
- 1989 - I Sverige bliver Christer Pettersson dømt livsvarigt fængsel for mordet på statsminister Olof Palme. Han frikendes senere samme år af en højere retsinstans.
- 1990 - Produktionen af den legendariske Citroën 2CV indstilles efter en produktion på 3.868.631 personbilsudgaver og 1.246.335 varebilsudgaver siden 1948. Den definitivt sidste bil, som forlader fabrikken i Portugal, er en grå 2CV6 Charleston.
- 2007 - The Simpsons Movie får verdenspremiere.
- 2012 - OL 2012 åbnes officielt i London.
- 2018 - En rød måneformørkelse kan ses fra store dele af jorden. Den er ikke synlig i Nord- og Mellemamerika.

### Født
- 1667 - Johann Bernoulli, schweizisk matematiker (død 1748).
- 1824 - Alexandre Dumas, den yngre, fransk forfatter (død 1895).
- 1835 - Giosuè Carducci, italiensk digter og modtager af Nobelprisen i litteratur (død 1907).
- 1872 - Jens Olsen, dansk astromekaniker (død 1945)
- 1900 - Arveprins Knud, dansk arveprins (død 1976).
- 1910 - Julien Gracq, fransk forfatter (død 2007).
- 1911 - Inger Lassen, dansk skuespiller (død 1957).
- 1911   - Henry Grünbaum, dansk folketingsmedlem og minister (død 2006).
- 1938 - Gary Gygax, amerikansk forfatter og spildesigner (død 2008).
- 1939 - John Martinus, dansk skuespiller (død 2016).
- 1958 - Søren Hauch-Fausbøll, dansk skuespiller og komiker.
- 1967 - Anette Støvelbæk, dansk skuespillerinde.
- 1970 - Mike Owen, engelsk-dansk jazzmusiker.
- 1973 - Lasse Sigdal, dansk fodboldspiller.
- 1975 - Natasha Friis Saxberg, digital strateg, forfatter og foredragsholder.
- 1989 - Mette Gregersen, dansk skuespillerinde.
- 1992 - Sarah Juel Werner, dansk skuespillerinde.

### Dødsfald
- 1564 - Ferdinand 1., tysk-romersk kejser (født 1503).
- 1873 - Fjodor Tjuttsjev, russisk digter (født 1803)
- 1924 - Ferruccio Busoni, italiensk-tysk komponist og pianist (født 1866).
- 1946 - Gertrude Stein, amerikansk forfatter (født 1874).
- 1960 – Julie Vinter Hansen, dansk astronom (født 1890).
- 1980 - Mohammad Reza Pahlavi, iransk shah (født 1919).
- 1984 - James Mason, engelsk skuespiller (født 1909).
- 1988 - Kaj Engholm, dansk tegner (født 1906).
- 2001 - Harold Land, amerikansk jazztenorsaxofonist (født 1928).
- 2003 - Bob Hope, engelsk-amerikansk entertainer og skuespiller (født 1903).
- 2007 - Anders Thisted, dansk journalist og redaktør (født 1939).
- 2008 - Youssef Chahine, egyptisk filminstruktør (født 1926).
- 2012 - R.G. Armstrong, amerikansk skuespiller (født 1917).
- 2016 - Piet de Jong, hollandsk politiker og premierminister (født 1915).
- 2020 - Erik Münster, dansk læge og forfatter (født 1930).

|  | Denne datoartikel kan blive bedre, hvis der indsættes et (bedre) billede Du kan hjælpe ved at afsøge Wikimedia Commons for et passende billede eller uploade et godt billede til Wikimedia Commons iht. de tilladte licenser og indsætte det i artiklen. |